# Igor Kurjački
Igor Kurjački, en serbe cyrillique Игор Курјачки, est un homme politique serbe. Il est le chef du Parti de Voïvodine.

## Parcours
Igor Kurjački a été membre de la Ligue des sociaux-démocrates de Voïvodine, parti qu'il a ensuite quitté.
Aux élections législatives serbes de 2007, il a conduit la coalition « Partis de Voïvodine ». Sa liste a obtenu 7 359 voix, soit 0,18 % des suffrages, score qui ne lui a pas permis de remporter de siège au Parlement de Serbie.